# Meni Tessera
La Meni Tessera è una struttura geologica della superficie di Venere.